# Boa Sr.
Pour les articles homonymes, voir Boa (homonymie).
Boa Sr., née vers 1925 sur les îles Andaman-et-Nicobar dans le Raj britannique de l'Empire britannique et morte le 26 janvier 2010 à Port Blair en Inde, est une indienne Grande Andamanaise (en), dernière locutrice de l'aka-bo. À son décès, la langue est déclarée morte.

## Biographie
La mère de Boa Sr., To, appartient au peuple Bo (en), et accouche de sa fille vers 1925. Son époux, Renge, est lui originaire du peuple Jeru Aka-Jeru (en). La jeunesse de Boa se déroule à Mayabunder, sur Andaman du centre, et elle est mariée jeune à Nao, un Jeru,.
Elle survit premièrement à l'épidémie apportée par les colons britanniques, qui dévaste une grande partie de la population andamane, puis à l'occupation japonaise des îles en 1942, pendant la Seconde Guerre mondiale. Elle subit également en 2004 le tsunami de l'océan Indien, auquel elle survit en grimpant à un arbre.
Dans les années 1970, elle fait partie des Andamanais déplacés de force par le gouvernement indien dans une réserve tribale sur l'île de Strait (en).
En 2005, Anvita Abbi (en), professeure de linguistique à l'université Jawaharlal-Nehru de Delhi, étudie et enregistre l'aka-bo grâce aux chants et récits de Boa. Mais Boa comprend également le dialecte andamanais de l'hindi et l'aka-jeru (en), un mélange des différentes langues indigènes andamanaises.
Nao Sr., son époux, meurt dans les années 2010. Ils n'ont pas d'enfants. Boa Sr. souffre également à la fin de sa vie d'une perte de vision.
Boa meurt le 26 janvier 2010, à l'hôpital de Port Blair, capitale des îles Andaman-et-Nicobar, à environ 85 ans. Elle est alors la doyenne des Grands Andamanais, un peuple réduit à cinquante-deux personnes, dont aucune ne parle l'aka-bo. Au recensement de 1858, à l'arrivée des Britanniques, ils étaient au nombre de cinq mille.